# Trubbig strandsnäcka
Trubbig strandsnäcka (Littorina obtusata) är en snäckart som först beskrevs av Carl von Linné 1758.  Trubbig strandsnäcka ingår i släktet Littorina och familjen strandsnäckor. Arten är reproducerande i Sverige.

## Underarter
Arten delas in i följande underarter:
- L. o. obtusata
- L. o. aestuarii
- L. o. arctica
- L. o. palliata

## Bildgalleri

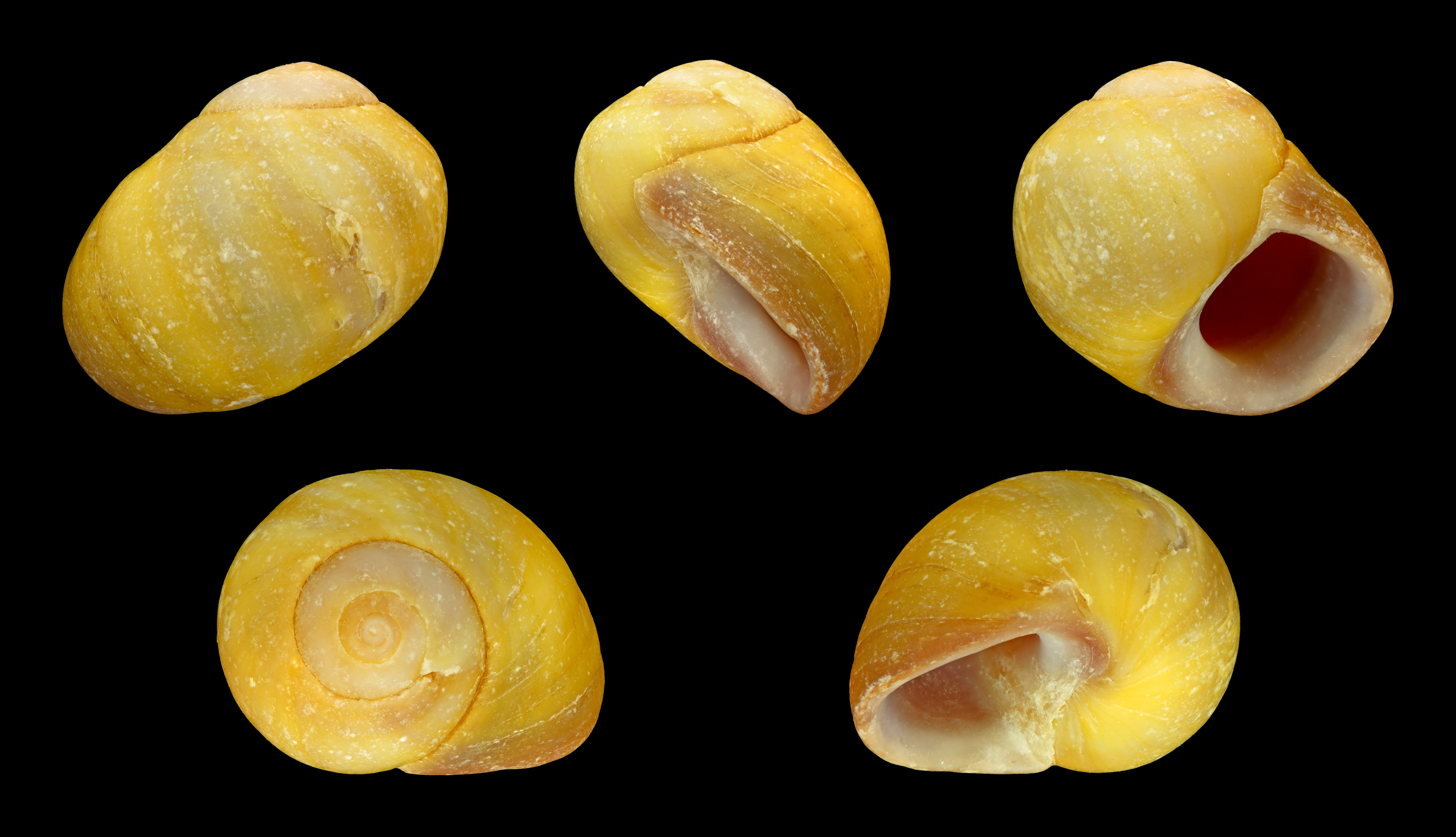
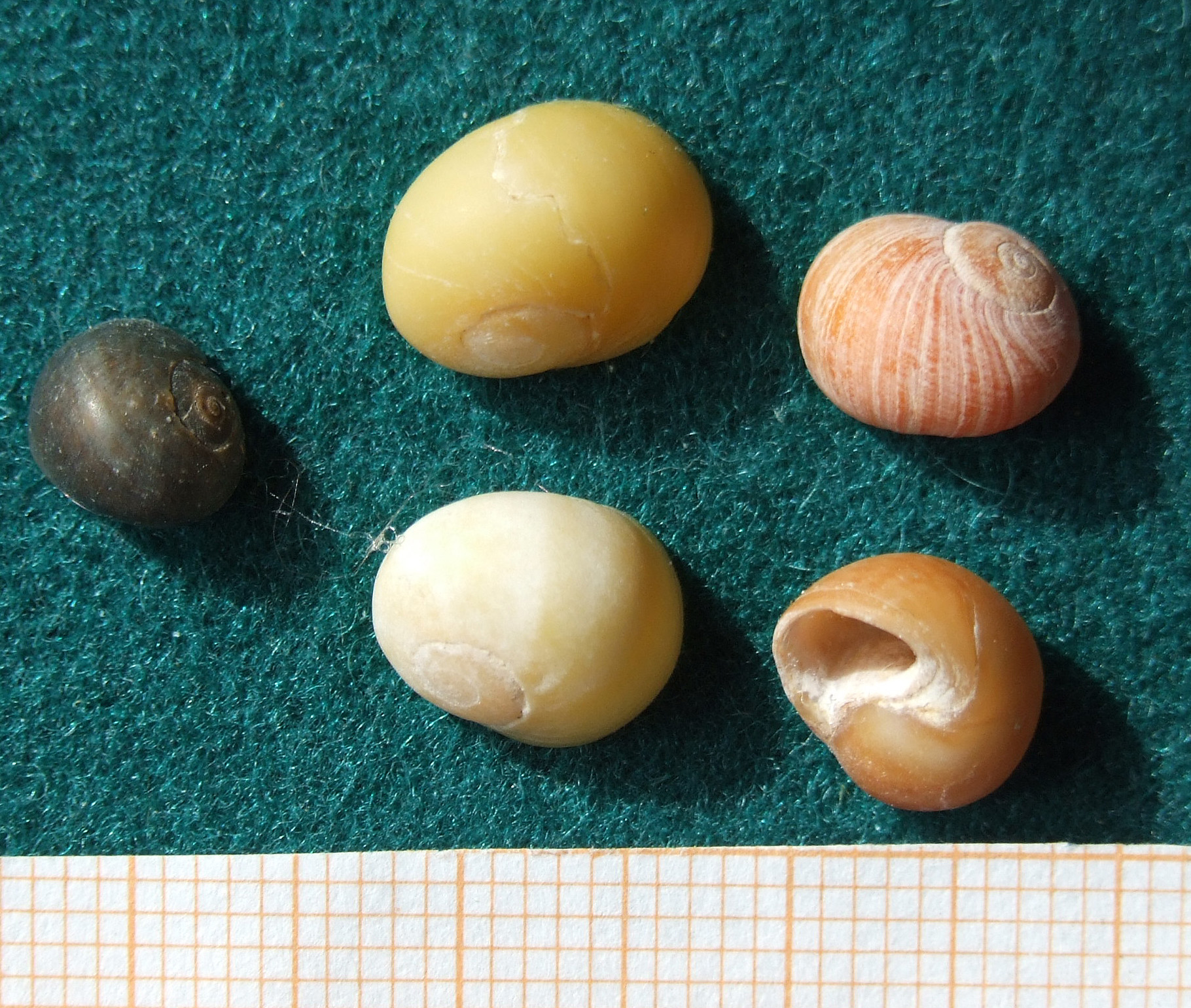
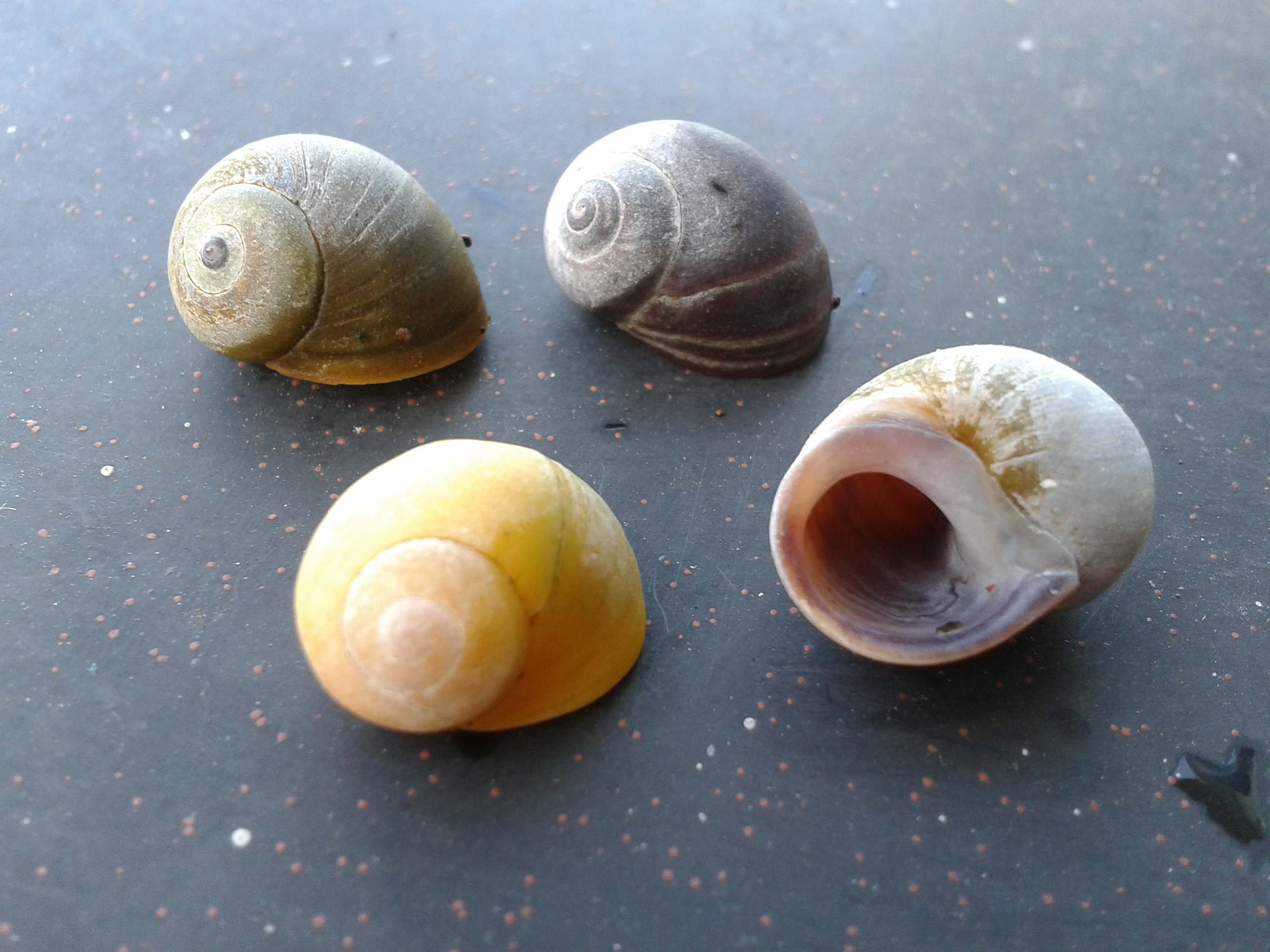